# Pseudentobdella pacifica
Pseudentobdella pacifica är en plattmaskart. Pseudentobdella pacifica ingår i släktet Pseudentobdella och familjen Capsalidae. Inga underarter finns listade i Catalogue of Life.